# Trenque Lauquen
Pour le film argentin de 2023 en deux parties réalisé par Laura Citarella, voir Trenque Lauquen (film).
Trenque Lauquen est une ville de la province de Buenos Aires en Argentine, située à 445 km de Buenos Aires. C'est le chef-lieu du partido de Trenque Lauquen (es).

## Population
La ville comptait 30 764 habitants en 2001, ce qui représentait une hausse de 18,8 % par rapport aux 25 903 habitants recensés en 1991.

## Toponymie
Trenque Lauquen = trenquélauquén signifie « lac rond » en mapudungun, langue des mapuches, où lauquén = lac et trenqué = rond.

## Filmographie
La ville de Trenque Lauquen est le principal lieu de tournage du film qui porte son nom, réalisé par Laura Citarella et sorti en 2022.